# Toto XX
Toto XX (1977-1997) är ett album av Toto utgivet 1998 på Columbia, Sony Music. Albumet är en samling av tidigare outgivet material samt tre spår inspelade live på Standard Bank Arena i Johannesburg, Sydafrika, i november 1997. Till varje spår finns en liten historia, personliga reflektioner, av exekutiva producenterna David Paich och Steve Lukather.

## Låtlista
1. Goin' Home (5.18)
2. Tale Of A Man (5.30)
3. Last Night (5.35)
4. In A Word (3.57)
5. Modern Eyes (4.24)
6. Right Part Of Me (5.45)
7. Mrs. Johnson (3.48)
8. Miss Sun (5.05)
9. Love Is A Man's World (6.17)
10. On The Run (Live) (7.01)
11. Dave's Gone Skiing (Live) (5.05)
12. Baba Mnumzane (Live) (1.47)
13. Africa (Live) (9.51)